# Eien
Eien (永遠) è l'ottavo album in studio della cantante giapponese Zard, pubblicato nel 1999.

## Tracce
Testi di Izumi Sakai.

1. Eien (永遠?) – 3:51 (musica: Akihito Tokunaga)
2. My Baby Grand ~Nukumori ga Hoshikute~ (〜ぬくもりが欲しくて〜?) – 4:13 (musica: Tetsurō Oda)
3. Wake Up Make The Morning Last ~Wasure Gataki Hito he~ (～忘れがたき人へ～?) – 3:57 (musica: Hiroya Fukuyama)
4. Brand New Love (Wands) – 5:16 (musica: Masaaki Wanatuki)
5. Unmei no Roulette Mawashite (運命のルーレット廻して?) – 5:19 (musica: Seiichiro Kuribayashi)
6. Tooi Hoshi wo Kazoete (遠い星を数えて?) – 5:10 (musica: Kuribayashi)
7. Atarashii Door ~Fuyu no Himawari~ (新しいドア ～冬のひまわり～?) – 6:05 (musica: Masato Kitano)
8. Good Day – 5:13 (musica: Masaaki Watanuki)
9. I Feel Fine, Yeah! – 3:45 (musica: Makoto Miyoshi (Rumania Montevideo))
10. Shoujo no Koro ni Modotta Mitai ni (少女の頃に戻ったみたいに?) – 5:42 (musica: Aika Ohno)
11. Iki mo Dekinai (息もできない?) – 4:38 (musica: Oda)
12. Kaze ga Toori Nukeru Machi he (風が通り抜ける街へ?) – 4:43 (musica: Oda)
13. Photograph (フォトグラフ?) – 4:03 (musica: Tokunaga)